# Liste der Baudenkmale in Goslar - Oberer Triftweg
In der Liste der Baudenkmale in Goslar - Oberer Triftweg sind alle Baudenkmale in der Straße Oberer Triftweg der niedersächsischen Gemeinde Goslar aufgelistet. Die Quelle der Baudenkmale ist der Denkmalatlas Niedersachsen. Der Stand der Liste ist der 25. September 2022.

## Allgemein
In den Spalten befinden sich folgende Informationen:
- Lage: die Adresse des Baudenkmales und die geographischen Koordinaten. Kartenansicht, um Koordinaten zu setzen. In der Kartenansicht sind Baudenkmale ohne Koordinaten mit einem roten Marker dargestellt und können in der Karte gesetzt werden. Baudenkmale ohne Bild sind mit einem blauen Marker gekennzeichnet, Baudenkmale mit Bild mit einem grünen Marker.
- Bezeichnung: Bezeichnung des Baudenkmales
- Beschreibung: die Beschreibung des Baudenkmales. Unter § 3 Abs. 2 NDSchG werden Einzeldenkmale und unter § 3 Abs. 3 NDSchG Gruppen baulicher Anlagen und deren Bestandteile ausgewiesen.
- ID: die Objekt-ID des Baudenkmales
- Bild: ein Bild des Baudenkmales, ggf. zusätzlich mit einem Link zu weiteren Fotos des Baudenkmals im Medienarchiv Wikimedia Commons. Wenn man auf das Kamerasymbol klickt, können Fotos zu Baudenkmalen aus dieser Liste hochgeladen werden:

Zurück zur Hauptliste
| Lage                                            | Bezeichnung                | Beschreibung | ID       | Bild |
| ----------------------------------------------- | -------------------------- | ------------ | -------- | ---- |
| Oberer Triftweg 3 51° 54′ 15″ N, 10° 24′ 54″ O  | Villa                      |              | 36625332 | BW   |
| Oberer Triftweg 3 51° 54′ 15″ N, 10° 24′ 55″ O  | Villa (Einfriedung)        |              | 36626519 | BW   |
| Oberer Triftweg 4 51° 54′ 16″ N, 10° 24′ 54″ O  | Villa                      |              | 36624051 | BW   |
| Oberer Triftweg 4 51° 54′ 15″ N, 10° 24′ 55″ O  | Villa (Einfriedung)        |              | 36626593 | BW   |
| Oberer Triftweg 5 51° 54′ 17″ N, 10° 24′ 54″ O  | Villa                      |              | 36624080 | BW   |
| Oberer Triftweg 5 51° 54′ 17″ N, 10° 24′ 55″ O  | Villa (Einfriedung)        |              | 36626568 | BW   |
| Oberer Triftweg 6 51° 54′ 18″ N, 10° 24′ 53″ O  | Villa Berger               |              | 36624109 | BW   |
| Oberer Triftweg 6 51° 54′ 19″ N, 10° 24′ 52″ O  | Villa Berger (Anbauten)    |              | 36626712 | BW   |
| Oberer Triftweg 6 51° 54′ 18″ N, 10° 24′ 52″ O  | Villa Berger (Brunnen)     |              | 36627239 | BW   |
| Oberer Triftweg 6 51° 54′ 18″ N, 10° 24′ 51″ O  | Villa Berger (Garten)      |              | 36627186 | BW   |
| Oberer Triftweg 6 51° 54′ 19″ N, 10° 24′ 55″ O  | Villa Berger (Einfriedung) |              | 36626982 | BW   |
| Oberer Triftweg 14 51° 54′ 20″ N, 10° 24′ 54″ O | Villa                      |              | 36546569 | BW   |
| Oberer Triftweg 14 51° 54′ 20″ N, 10° 24′ 53″ O | Garten                     |              | 36547902 | BW   |
| Oberer Triftweg 14 51° 54′ 19″ N, 10° 24′ 54″ O | Einfriedung                |              | 36547741 | BW   |
| Oberer Triftweg 15 51° 54′ 21″ N, 10° 24′ 55″ O | Wohnhaus                   |              | 36546596 | BW   |
| Oberer Triftweg 15 51° 54′ 21″ N, 10° 24′ 56″ O | Einfriedung                |              | 36547809 | BW   |
| Oberer Triftweg 22 51° 54′ 26″ N, 10° 24′ 58″ O | Villa                      |              | 36547223 | BW   |
| Oberer Triftweg 22 51° 54′ 26″ N, 10° 24′ 58″ O | Vorgarten                  |              | 36547550 | BW   |
| Oberer Triftweg 27 51° 54′ 29″ N, 10° 24′ 58″ O | Wohnhaus                   |              | 36547249 |      |
| Oberer Triftweg 30 51° 54′ 30″ N, 10° 24′ 58″ O | Villa Cleve                |              | 36624142 |      |
| Oberer Triftweg 30 51° 54′ 30″ N, 10° 24′ 57″ O | Villa Cleve (Nebengebäude) |              | 36627130 | BW   |
| Oberer Triftweg 30 51° 54′ 30″ N, 10° 24′ 57″ O | Villa Cleve (Nebengebäude) |              | 36624174 |      |
| Oberer Triftweg 30 51° 54′ 31″ N, 10° 24′ 59″ O | Villa Cleve (Stützmauer)   |              | 36626220 |      |
| Oberer Triftweg 30 51° 54′ 31″ N, 10° 24′ 58″ O | Villa Cleve (Garten)       |              | 36626956 |      |